# 孫文錫
孫文錫（1504年—？），字公爵，福建福州府連江縣人，民籍，明朝政治人物。

## 生平
嘉靖十年（1531年）辛卯科福建鄉試第二十一名舉人。嘉靖十七年（1538年）中式戊戌科三甲第七十一名進士。授行人，二十一年五月选授雲南道試監察御史，二十五年九月实授，巡按湖廣，復除四川道御史，巡按南直隶，三十二年十二月升任南京大理寺右寺丞，卒于官。

## 家族
曾祖孫泰；祖父孫寔；父孫垣，母丘氏。重庆下。弟文钢。